# Кур'їнка
Ку́р'їнка (рос. Курьинка) — присілок у складі Ірбітського міського округу Свердловської області.
Населення — 25 осіб (2010, 35 у 2002).
Національний склад населення станом на 2002 рік: росіяни — 74 %.